# Bereziwka (rejon charkowski)
Bereziwka (ukr. Березівка) – osada miejska na Ukrainie, w obwodzie charkowskim, w rejonie charkowskim. Jest częścią Pisoczyńskiej osadniczej hromady. W 2018 liczyła 2463 mieszkańców. Bereziwka znajduje się 15 km od Charkowa. Sąsiaduje z miastem Piwdenne. We miejscowości znajduje się kilka stawów, położonych w korycie wyschniętej rzeki Bereziwki, od której i pochodzi jej nazwa.
Pierwsza wzmianka o wsi Berezowce pochodzi z 1688 roku, kiedy to osada została założona przez charkowskiego pułkownika Fedora Donec-Zacharżewskiego na brzegu rzeki, która nazywała się „Berezowy Kołodiaź”. Stąd wzięła się nazwa wsi. A zamieszkiwali go uchodźcy z prawobrzeżnej Ukrainy. W 1969 roku wieś uzyskała status osady miejskiej.